# Perry Ferguson
Perry Ferguson (né le 13 novembre 1901 au Texas et mort le 27 décembre 1963  à Los Angeles, Californie) est un directeur artistique américain et un storyboarder, il a notamment eu un apport important pour le film Citizen Kane.

## Filmographie partielle
- 1933 : Chance at Heaven
- 1936 : Sous les ponts de New York (Winterset)
- 1941 : Citizen Kane
- 1942 : Vainqueur du destin
- 1943 : L'Étoile du Nord (The North Star)
- 1944 : Casanova Brown
- 1946 : Mélodie du Sud
- 1950 : Fureur sur la ville (The Sound of Fury) de Cy Endfield
- 1951 : Nuit de noces mouvementée (The Groom Wore Spurs)

## Distinctions
Perry Ferguson a été nommé cinq fois de suite pour l'Oscar de la meilleure direction artistique dans les années 1940.